# Olimpio Bobbio
Olimpio Bobbio (Italia; 1896 - Mar del Plata, Argentina; 23 de diciembre de 1949) fue un actor italiano de Cine y teatro argentino.

## Biografía
Olimpio Bobbio fue un reconocido y respetado actor de la Época de Oro del cine argentino. Nació en Italia,  para luego emigrar desde muy joven a la Argentina. Estuvo casado con la también actriz María Santos.
Además de ser actor fue un excelente realizador de máscaras, creando las muy famosas que usaba Narciso Ibáñez Menta para sus obras.

## Filmografía
Trabajó en un total de 15 películas:
- Los caballeros de cemento (1933)
- Nace un amor (1938), junto a José Gola y Laura Hernández.
- Busco un marido para mi mujer (1938)
- El Loco Serenata (1939) como Milán, junto a Pepe Arias, Alita Román y Elsa O'Connor.
- Atorrante (La venganza de la tierra) (1939), junto a Enrique de Rosas, Irma Córdoba y Domingo Sapelli.
- El hijo del barrio (1940)
- Napoleón (1941)
- Locos de verano (1942)
- Su esposa diurna (1944)
- Allá en el setenta y tantos (1945)
- Las seis suegras de Barba Azul (1945)
- Llegó la niña Ramona (1945)
- Mosquita muerta (1946)
- Soy un infeliz (1946), con Augusto Codecá y Elina Colomer
- ¿Por qué mintió la cigüeña? (1949)
- Miguitas en la cama (1949)[1]

## Teatro
Bobbio integró la compañía encabezada por Enrique de Rosas junto con actores como Domingo Sapelli, Arturo García Buhr, Pedro Aleandro, Pilar Gómez, Nedda Francy, Carlos Bellucci y Pedro Maratea con quienes estrenó la obra El linyera.
El 2 de enero de 1936 actuó en la obra teatral La dama, el caballero y el ladrón con su esposa María Santos y los actores Eva Duarte, Irma Córdoba, Pascual Pelliciotta, Francisco Bastardi, Herminia Franco, Chela Suárez, Margarita Tapia, Adolfo Pisano, Simplicio Álvarez y el propio director de la obra José Franco.
En 1942 participó en dos obras dirigidas por Esteban Serrador: Una mujer demasiado honesta con Pepita Serrador, Rosa Rosen, María Esther Podestá y Francisco Alberto Soler; y El tren azul con el mismo elenco, en el Teatro París.
En 1945 interpretó junto con la Compañía teatral de Gloria Guzmán  y Juan Carlos Thorry,  las obras Al marido hay que seguirlo y María la famosa, junto con Sara Olmos, Antonio Provitilo, M. Santos, José María Pedrasa, Emilia Helda y Héctor Calcaño.
En 1947 actuó en la obra de Marcel Pagnol, La mujer del panadero, dirigida por Francisco Madrid en el Teatro Cómico, en un elenco encabezado por Pepe Arias, junto a Juan Serrador, Carlos Pamplona , María Santos, Malvina Pastorino, Andrés Mejuto, Raúl Landívar e Isidro Maiztegui .

## Vida privada
Estuvo casado por muchos años con la reconocida actriz española María Santos, con la que fueron abuelos en 1943 de la artista plástica y actriz María Isabel Paniza.

## Tragedia y fallecimiento
Bobbio murió en un accidente automovilístico en 1949 junto a su mujer al impactar su vehículo con un microómnibus a la altura de la ruta que une a Buenos Aires con Mar del Plata.